# Mole Jazz
Mole Jazz (auch Mole) war ein 1980 in London gegründetes Musiklabel für Jazz. Die Gründer waren Ed Dipple, Graham Griffiths und Peter Bould; das Label wurde nach dem Plattenladen der Gründer in London benannt. 
Sie publizierten nur Musiker, die ihnen selbst gefielen. Im Katalog waren insbesondere Gil Evans, Art Pepper/Milcho Leviev, Stan Tracey, Bill Watrous, Bud Shank und Hannibal Marvin Peterson sowie Wiederveröffentlichungen von Tubby Hayes sowie Vic Lewis und Unveröffentlichtes von Bobby Jaspar.
1986 gründeten sie das Sub-Label Hot House, in dem sie zunächst neue Aufnahmen von Nathan Davis und Dusko Goykovich herausbrachten; später folgten auch Tonträger von Tony Coe, Norma Winstone oder dem National Youth Jazz Orchestra. 1986 brachten sie auch ihre erste CD heraus.